# Aero A.14
Aero A.14 là một loại máy bay hai tầng cánh của Tiệp Khắc, được sử dụng làm nhiệm vụ trinh sát quân sự, nó được chế tạo trong thập niên 1920.

## Tính năng kỹ chiến thuật (A.14)
Đặc điểm tổng quát
- Kíp lái: 2
- Chiều dài: 8,40 m (27 ft 7 in)
- Sải cánh: 12,30 m (40 ft 4 in)
- Chiều cao: m (ft in)
- Diện tích cánh: 37,5 m² (403 ft²)
- Trọng lượng rỗng: 933 kg (2.050 lb)
- Trọng lượng có tải: 1.275 kg (2.805 lb)
- Động cơ: 1 ×  Hiero N, 170 kW (230 hp)

 Hiệu suất bay 
- Vận tốc cực đại: 179 km/h (97 knot, 112 mph)
- Tầm bay: km (nm, mi)
- Trần bay: m (ft)
- Vận tốc lên cao: 1,85 m/s (364 ft/min)
- Tải trên cánh: 34 kg/m² (7 lb/ft²)
- Công suất/trọng lượng: 130 W/kg (0,08 hp/lb)

## Quốc gia sử dụng
- Tiệp Khắc
- CSA